# Penangodyna tibialis
Penangodyna tibialis är en spindelart som beskrevs av Jörg Wunderlich 1995. Penangodyna tibialis ingår i släktet Penangodyna och familjen kardarspindlar. Inga underarter finns listade i Catalogue of Life.